# 야수이
야수이(베트남어: Ya Suy, 1987년 1월 7일 ~ )는 베트남의 가수이다. 2012년 8월 17일부터 2013년 2월 1일까지 방송된 베트남 아이돌(Vietnam Idol) 시즌 4의 우승자이기도 하다.